# Pontypridd
Pontypridd è una comunità del Galles, nel distretto di contea di Rhondda Cynon Taf, situata a circa 21 km di distanza dalla città di Cardiff.
Secondo i dati di un censimento risalente al 2001, la popolazione di Pontypridd ammonta a 29 781 persone, ed il centro della città ospiterebbe circa 2 919 abitanti.
I residenti locali abbreviano spesso il nome della città in "Ponty".